# Akodon josemariarguedasi
Akodon josemariarguedasi — гризун із родини Cricetidae. Це ендемік Перу. Його загальна довжина 176—221 мм, хвіст 75–106 мм, задні лапи 21–27 мм і вуха 12–17 мм